# Lista porostów objętych ochroną prawną w Polsce (przed 2014 r.)
Porosty objęte ochroną prawną w Polsce – grupa taksonów w randze gatunków wskazanych wprost lub określonych zbiorowo, jako wszystkie gatunki z danego rodzaju dziko występujące w Polsce, poddane prawnej ochronie na mocy Rozporządzenia Ministra Środowiska z dnia 9 lipca 2004 r. w sprawie gatunków dziko występujących grzybów objętych ochroną (Dz. U. Nr 168, poz. 1765). Lista jest już nieaktualna. Od 16 października 2014 r. obowiązuje nowa lista chronionych gatunków porostów.
Wykaz gatunków poddanych ochronie ścisłej
- chrobotkowate Cladoniaceae:
  - chrobotek alpejski Cladonia stellaris (Opiz) Pouzar & Vězda
  - chrobotek czarniawy Cladonia stygia
  - karlinka brodawkowata Pycnothelia papillaria (Ehrh.) L.M. Dufour
- chróścikowate Stereocaulaceae – wszystkie gatunki
- czasznikowate Icmadophilaceae
  - czasznik modrozielony Icmadophila ericetorum (L.) Zahlbr.
- granicznicowate Lobariaceae
  - granicznik Lobaria – wszystkie gatunki:
    - granicznik płucnik Lobaria pulmonaria (L.) Hoffm.
    - granicznik wykwintny Lobaria virens (With.) J.R. Laundon

  - podgranicznik Sticta – wszystkie gatunki:
    - podgranicznik leśny Sticta sylvatica (Huds.) Ach.
    - podgranicznik ponury Sticta fuliginosa (Dicks.) Ach.

  - tarczynka przygraniczna – Lobarina scrobiculata (Scop.) Cromb.
- kruszownicowate Umbilicariaceae
  - kruszownica Umbilicaria – wszystkie gatunki
    - kruszownica matowa – Umbilicaria apina Nyl.
    - kruszownica szarawa – U. cinerascens (Arnold) Frey
    - kruszownica szaroczerwowawa – U. cinerorufescens (Schaer.) Frey
    - kruszownica skórzasta – U. crustulosa (Ach.) Frey
    - kruszownica zwyczajna – U. cylindrica (L.) Delise ex Duby
    - kruszownica żeberkowana – U. decussata (Vill.) Zahlbr.
    - kruszownica niezwykła – U. dendrophora (Poelt) Hestmark
    - kruszownica strojna – U. deusta (L.) Baumg.
    - kruszownica szara – U. grisea Hoffm.
    - kruszownica szorstka – U. hirsuta (Sw. ex Westr.) Hoffm.
    - kruszownica północna – U. hyperborea (Ach.) Hoffm.
    - kruszownica gładka – U. laevis (Schaer.) Frey
    - kruszownica popękana – U. leiocarpa DC
    - kruszownica drobnolistkowa – U. microphylla (Laurer) A. Massal.
    - kruszownica Nylandera – U. nylanderiana (Zahlbr.) H. Magn.
    - kruszownica wielolistkowa – U. polyphylla (L.) Baumg.
    - kruszownica rzęsista – U. polyrrhiza (L.) Ach.
    - kruszownica pomarszczona – U. proboscida (L.) Schrad.
    - kruszownica rdzawa – U. spodochroa (Ehrh. ex Hoffm.) DC.
    - kruszownica wygładzona – U. subglabra (Nyl.) Harm.
    - kruszownica postrzępiona – U. torrefacta (Lightf.) Schrad.
    - kruszownica sztywna – U. vellaea (L.) Hoffm.

  - pęcherzyca nadobna Lasallia pustulata (L.) Mérat
- obrostowate Physciaceae
  - obrostnica – wszystkie gatunki 
    - obrostnica mchowa – Anaptychia bryorum Poelt
    - obrostnica rzęsowata – A. ciliaris (L.) Körb.
    - obrostnica wysmukła – A. crinalis (Schleich.) Vězda

  - turzynka okazała Heterodermia speciosa (Wulfen) Trevis.
- odnożycowate Ramalinaceae
  - odnożyca – wszystkie gatunki 
    - odnożyca bałtycka – Ramalina baltica Lettau
    - odnożyca rynienkowata – R. calicaris (L.) Fr.
    - odnożyca murawkowata – R. capitata (Ach.) Nyl.
    - odnożyca karpacka – R. carpatica Korb.
    - odnożyca mączysta – R. farinacea (L.) Ach.
    - odnożyca kępkowa – R. fastigiata (Pers.) Ach.
    - odnożyca jesionowa – R. fraxinea (L.) Ach.
    - odnożyca pośrednia – R. intermedia (Delise ex Nyl.) Nyl.
    - odnożyca Motyki – R. motykana Bystrek
    - odnożyca tępa – R. obtusata (Arnold) Bitter
    - odnożyca opylona – R. pollinaria (Westr.) Ach.
    - odnożyca Roeslera – R. roesleri (Hochst. ex Schaer.) Hue
    - odnożyca chińska – R. sinensis Jatta
    - odnożyca włosowata – R. thrausta (Ach.) Nyl.
- pawężnicowate Peltigeraceae
  - dołczanka – wszystkie gatunki 
    - dołczanka  dwuzarodnikowa – Solorina bispora Nyl.
    - dołczanka szafranowa – S. crocea (L.) Ach.
    - dołczanka torbiasta – S. saccata (L.) Ach.
    - dołczanka gąbczasta – S. spongiosa (Ach.) Anzi

  - pawężnica – wszystkie gatunki 
    - pawężnica brodawkowata – Peltigera aphthosa (L.) Willd.
    - pawężnica psia – P. canina (L.) Willd.
    - pawężnica pagórkowata – P. collina (Ach.) Schrad.
    - pawężnica Degena – P. degeni Gyeln.
    - pawężnica drobna – P. didactyla (With.) J.R. Laundon
    - pawężnica Elżbiety – P. elisabethae Gyeln.
    - pawężnica rozłożysta – P. horizontalis (Huds.) Baumg.
    - pawężnica sałatowa – P. hymenina (Ach.) Delise
    - pawężnica tarczkowa – P. lepidophora (Vain.) Bitter
    - pawężnica żyłkowata – P. leucophlebia (Nyl.) Gyeln.
    - pawężnica jabłkowata – P. malacea (Ach.) Funck
    - pawężnica pergaminowa – P. membranacea (Ach.) Nyl.
    - pawężnica forteczna – P. monticola Vitik.
    - pawężnica Neckera – P. neckeri Hepp ex Müll. Arg.
    - pawężnica nibypalczasta – P. neopolydactyla (Gyeln.) Gyeln.
    - pawężnica palczasta – P. polydactylon (Neck.) Hoffm.
    - pawężnica węgierska – P. ponojensis Gyeln.
    - pawężnica łuseczkowata – P. praetextata (Flörke) Zopf.
    - pawężnica rudawa – P. rufescens (Weiss) Humb.
    - pawężnica szorstka – P. scabrosa Th. Fr.
    - pawężnica żeberkowata – P. venosa (L.) Hoffm.
    - pawężnica arktyczna – Nephroma arcticum (L.) Torss.
    - pawężnica gładka – N. bellum (Spreng.) Tuck.
    - pawężnica jaśniejsza – N. expallidum (Nyl.) Nyl.
    - pawężnica zachodnia – N. laevigatum Ach.
    - pawężnica sorediowa – N. parile (Ach.) Ach.
    - pawężnica odwrócona – N. resupinatum (L.) Ach.
- pawężniczkowate Nephromataceae
  - pawężniczka – wszystkie gatunki Nephroma spp.
- puchlinkowate Thelotremaceae
  - puchlinka ząbkowata – Thelotrema lepadinum (Ach.) Ach.
- tarczownicowate Parmeliaceae
  - biedronecznik (Punctelia spp.) – wszystkie gatunki	
    - biedronecznik zmienny – Punctelia subrudecta (Nyl.) Krog
    - biedronecznik wzniesiony – P. ulophylla (Ach.) van Herk et Aptroot

  - brunka Delisa – Neofuscelia delisei (Duby) Essl.
  - czerniaczek alpejski – Allantoparmelia alpicola (Th. Fr.) Essl.
  - cienik (Pseudephebe spp.) – wszystkie gatunki	
    - cienik wełnisty – Pseudephebe minuscula (Nyl. Ex Arnold) Brodo et D. Hawksw.
    - cienik kędzierzawy – P. pubescens (L.) Choisy

  - kobiernik (Parmotrema spp.) – wszystkie gatunki (1)	
    - kobiernik Arnolda – Parmotrema arnoldii (Du Rietz) Hale
    - kobiernik orzęsiony – P. chinense (Osbeck) Hale et Ahti
    - kobiernik postrzępiony – P. citrinum (Ach.) Choisy
    - kobiernik wyblakły – P. stuppeum (Taylor) Hale

  - koralinka rozgałęziona – Allocetraria madreporiformis  (Ach.) Kärnefelt et A. Thell
  - mąklik otrębiasty – Pseudevernia furfuracea (L.) Zopf.
  - nibypłucnik (Cetrelia spp.) – wszystkie gatunki	
    - nibypłucnik wątpliwy – Cetrelia olivetorum (Nyl.) W.L. Culb. et C.F. Culb.

  - oskrzelka rynienkowata – Flavocetraria cucullata (Bellardi) Kärnefelt et Thell
  - pawężnik Laurera – Tuckenaria laureri (Kremp.) Randlane et Thell
  - płaskotka reglowa – Parmeliopsis hyperopta (Ach.) Arnold
  - płaskotka rozlana – P. ambigua (Wulfen) Nyl.
  - płucnica płotowa – Cetraria sepincola (Ehrh.) Ach.
  - płucnica zielonawa – Cetraria chlorophylla (Willd.) Vain.
  - płucniczka Delise'a – Cetrariella delisei (de Bary ex Schaer.) Kärnefelt et Thell
  - płucnik modry – Platismatia glauca (L.) W.L. Culb. et C.F. Culb.
  - popielak pylasty –  Imshaugia aleurites (Ach.) S.L.F. Meyer
  - przylepka (Melanelia spp.) – wszystkie gatunki	
    - przylepka czarniawa – Melanelia commixta (Nyl.) Thell
    - przylepka oddzielona – M. disjuncta (Erichsen) Essl.
    - przylepka wytworna – M. elegantula (Zahlbr.) Essl.
    - przylepka szorstka – M. exasperata (De Not.) Essl.
    - przylepka łuseczkowata – M. exasperatula (Nyl.) Essl.
    - przylepka okopcona – M. fuliginosa (Fr. ex Duby) Essl.
    - przylepka łysiejąca – M. glabra (Schaer.) Essl.
    - przylepka wątrobiasta – M. hepatizon  (Ach.) Thell
    - przylepka listeczkowata – M. laciniatula (H. Olivier) Essl.
    - przylepka oliwkowa – M. olivacea (L. Essl.)
    - przylepka strzępiasta – M. panniformis (Nyl.) Essl.
    - przylepka sorediowa – M. sorediata (Ach.) Goward et Ahti
    - przylepka żałobna – M. stygia (L.) Essl.
    - przylepka brodawkowata – M. subargentifera (Nyl.) Essl.
    - przylepka złotawa – M. subaurifera (Nyl.) Essl.

  - przystrumyczek pustułkowy – Hypotrachyna revoluta (Flörke) Hale
  - pustułka (Hypogymnia spp.) – wszystkie gatunki, z wyjątkiem pustułki pęcherzykowatej (Hypogymnia physodes)	
    - pustułka brunatniejąca – Hypogymnia austerodes (Nyl.) Räsänen
    - pustułka Bittera – H. bitteri (Lynge) Ahti
    - pustułka oprószona – H. farinacea Zopf.
    - pustułka rurkowata – H. tubulosa (Schaer.) Hav.
    - pustułka rozdęta – H. vittata (Ach.) Parr.

  - szarzynka (Parmelina spp.) – wszystkie gatunki	
    - szarzynka brodawkowata – Parmelina pastillifera (Harm.) Hale
    - szarzynka  dębowa – P. quercina (Willd.) Hale
    - szarzynka  skórzasta – P. tiliacea (Hoffm.) Hale

  - tapetka (Arctoparmelia spp.)- wszystkie gatunki	
    - tapetka pierścieniowata – Arctoparmelia centrifuga (L.) Hale
    - tapetka pokrzywiona – A. incurva (Pers.) Hale

  - tarczownica – wszystkie gatunki (Parmelia spp.), z wyjątkiem tarczownicy bruzdkowanej (Parmelia sulcata)
    - tarczownica ścienna – P. omphalodes (L.) Ach.
    - tarczownica skalna – P. saxatilis (L.) Ach.
    - tarczownica pogięta – P. submontana Nádv. ex Hale

  - tarczynka dziurkowana – Menegazzia terebrata (Hoffm.) Körb.
  - wabnica kielichowata – Pleurosticta acetabulum (Neck.) Elix et Lumbsch
  - zeżyca seledynowa – Flavopunctelia flaventior (Stirt.) Hale
  - złotlinka jaskrawa – Vulpicida pinastri (Scop.) J.-E. Mattsson et M.J. Lai
  - żełuczka (Xanthoparmelia spp.) – wszystkie gatunki, z wyjątkiem żełuczki izydiowej (Xanthoparmelia conspersa)	
    - żełuczka Mougeota – Xanthoparmelia mougeotti (Schaer.) Hale
    - żełuczka zmienna – X. somloensis (Gyeln.) Hale

  - żółtlica chropowata – Flavoparmelia caperata (L.) Hale
  - brodaczka (Usnea spp.) – wszystkie gatunki	
    - brodaczka właściwa – Usnea barbata (L.) Weber ex F.H. Wigg.
    - brodaczka włosowata – U. capillaris Motyka
    - brodaczka karpacka – U. carpatica Motyka
    - brodaczka kaukaska – U. caucasica Vain.
    - brodaczka jamkowata – U. cavernosa Tuck.
    - brodaczka rogowata – U. ceratina Ach.
    - brodaczka gładka – U. chaetophora Stirt.
    - brodaczka szydłowata – U. cornuta Körb.
    - brodaczka zachodnia – U. dasaes Stirt.
    - brodaczka estońska – U. esthonica Räsänen
    - brodaczka buczynowa – U. faginea Motyka
    - brodaczka zwyczajna – U. filipendula Stirt.
    - brodaczka nadobna – U. florida (L.) Weber ex F.H. Wigg.
    - brodaczka bruzdkowata – U. foveata Vain.
    - brodaczka subtelna – U. fragillescens Hav. ex Lynge
    - brodaczka rozpierzchła – U. fulvoreagens (Räsänen) Räsänen
    - brodaczka łysiejąca – U. glabrata (Ach.) Vain.
    - brodaczka szczelinowata – U. glabrescens (Nyl. ex Vain.) Vain.
    - brodaczka kępkowa – U. hirta (L.) Weber ex F.H. Wigg.
    - brodaczka sorediowa – U. lapponica Vain.
    - brodaczka wybielona – U. leucosticta Vain.
    - brodaczka najdłuższa – U. longissima Ach.
    - brodaczka maderska – U. madeirensis Motyka
    - brodaczka zaniedbana – U. neglecta Motyka
    - brodaczka sitowa – U. perplectans Stirt.
    - brodaczka spleciona – U. plicata (L.) Weber
    - brodaczka wyprostowana – U. prostrata Vain.
    - brodaczka sztywna – U. rigida (Ach.) Motyka
    - brodaczka szorstka – U. scabrata Nyl.
    - brodaczka kędzierzawa – U. subfloridana Stirt.
    - brodaczka Wasmutha – U. wasmuthii Räsänen

  - mąkla odmienna – Evernia mesomorpha Nyl.
  - mąkla rozłożysta – Evernia divaricata (L.) Ach.
  - rożynka posępna – Cornicularia normoerica (Gunnerus) Du Rietz
  - włostka (Bryoria spp.) – wszystkie gatunki	
    - włostka dwubarwna – Bryoria bicolor (Ehrh.) Brodo et D. Hawksw.
    - włostka cieniutka – B. capillaris (Ach.) Brodo et D. Hawksw.
    - włostka turniowa – B. chalybeiformis (L.) Brodo et D. Hawksw.
    - włostka gniazdowa – B. furcellata (Fr.) Brodo et D. Hawksw.
    - włostka brązowa – B. fuscescens (Gyeln.) Brodo et D. Hawksw.
    - włostka spleciona – B. implexa (Hoffm.) Brodo et D. Hawksw.
    - włostka poplątana – B. intricans (Vain.) Brodo et D. Hawksw.
    - włostka Kümmerlego – B. kümmerleana (Gyeln.) Brodo et D. Hawksw.
    - włostka wełnista – B. lanestris (Motyka) Bystrek
    - włostka osobliwa – B. mirabilis (Gyeln.) Brodo et D. Hawksw.
    - włostka Nádvornika – B. nadvornikiana (Gyeln.) Brodo et D. Hawksw.
    - włostka prosta – B. simplicior (Vain.) Brodo et D. Hawksw.
    - włostka Smitha – B. smithii (Du Rietz) Brodo et D. Hawksw.
    - włostka ciemniejsza – B. subcana (Nyl. ex Stizenb.) Brodo et D. Hawksw.

  - żyłecznik zwisający – Alectoria sarmentosa (Ach.) Ach.
- złociszkowate (Chrysotrichaceae)
  - złociszek jaskrawy – Chrysotrix candelaris (L.) J.R. Laundon
- złotorostowate (Teloschistaceae)
  - błyskotka (Fulgensia spp.) – wszystkie gatunki	
    - błyskotka brodawkowata – Fulgensia bracteata (Hoffm.) Räsänen
    - błyskotka jasna – F. fulgens (Sw.) Elenkin
    - błyskotka mchowa – F. schistidii (Anzi) Poelt

  - jaskrawiec morski – Caloplaca marina (Wedd.) Zahlbr.

Wykaz gatunków poddanych ochronie częściowej
- chrobotkowate Cladoniaceae
  - chrobotek leśny (w tym dawniej wyróżniany chrobotek łagodny) Cladonia arbuscula (Wallr.) Flot. em. Ruoss (incl. Cladonia mitis)
  - chrobotek najeżony Cladonia portentosa (Dufour) Coem.
  - chrobotek reniferowy Cladonia rangiferina (L.) Weber
  - chrobotek smukły Cladonia ciliata Stirt.
- tarczownicowate Parmeliaceae
  - mąkla tarniowa Evernia prunastri  (L.) Ach.
  - płucnica darenkowa Cetraria muricata  (Ach.) Eckfeldt
  - płucnica islandzka Cetraria islandica (L.) Ach.
  - płucnica kędzierzawa Cetraria ericetorum Opiz
  - płucnica kolczasta Cetraria aculeata (Schreb.) Ach.